# Culpeper
Culpeper è una città degli Stati Uniti d'America della contea di Culpeper, nello Stato della Virginia.